# 1948 no desporto

## Eventos
- 29 de julho - Abertura dos XIV Jogos Olímpicos em Londres.

### Futebol
- 1 de janeiro - Fundação do Colo Colo de Futebol e Regatas.
- 13 de março - O Club de Regatas Vasco da Gama é campeão da América do Sul pela primeira vez, conquistando o Campeonato Sul-Americano de Campeões, o primeiro torneio continental do Mundo e o primeiro título internacional de uma equipe brasileira.
- 13 de junho - Fundado o Rio Branco de Andradas Futebol Clube.
- 17 de setembro - No Grenal 104, o Internacional aplica uma goleada de 7 a 0 no Grêmio, no Estádio da Baixada.[1]

## Nascimentos
| Data           | Nome                 | Profissão                                   | Nacionalidade                | Observações | Ref    |
| -------------- | -------------------- | ------------------------------------------- | ---------------------------- | ----------- | ------ |
| 9 de janeiro   | Jan Tomaszewski      | futebolista                                 | Polónia                      |             |        |
| 10 de janeiro  | Bernard Thévenet     | ciclista                                    | França                       |             |        |
| 2 de fevereiro | Roger Williamson     | piloto de Fórmula 1                         | Reino Unido                  | m. 1973     | [ 2 ]  |
| 7 de março     | Vivian Joseph        | patinadora artística                        | Estados Unidos               |             |        |
| 24 de março    | Jerzy Kukuczka       | montanhista                                 | Polónia                      | m. 1989     | [ 3 ]  |
| 30 de março    | Eddie Jordan         | automobilista, empresário e chefe de equipe | Irlanda                      | m. 2025     | [ 4 ]  |
| 17 de abril    | Pekka Vasala         | atleta, meio-fundista                       | Finlândia                    |             |        |
| 14 de maio     | Bob Woolmer          | jogador e treinador de cricket              | Índia                        | m. 2007     | [ 5 ]  |
| 17 de maio     | Mikko Kozarowitzky   | automobilista                               | Finlândia                    |             |        |
| 21 de maio     | Günter Zöller        | patinador artístico                         | Alemanha                     |             |        |
| 22 de maio     | Florea Dumitrache    | futebolista                                 | Roménia                      | m. 2007     | [ 6 ]  |
| 4 de junho     | Jürgen Sparwasser    | futebolista                                 | Alemanha Oriental            |             |        |
| 21 de junho    | Tim Wood             | patinador artístico                         | Estados Unidos               |             |        |
| 25 de junho    | Manuel Bento         | futebolista                                 | Portugal                     | m. 2007     | [ 7 ]  |
| 4 de julho     | René Arnoux          | piloto de Fórmula 1                         | Reino Unido                  |             |        |
| 27 de julho    | Peggy Fleming        | patinadora artística                        | Estados Unidos               |             |        |
| 2 de agosto    | Cornel Dinu          | futebolista                                 | Roménia                      |             |        |
| 12 de setembro | Jean-Louis Schlesser | piloto de ralis                             | França                       |             |        |
| 20 de outubro  | Andrei Suraikin      | patinador artístico                         | União Soviética              | m. 1996     | [ 8 ]  |
| 7 de novembro  | Alex Dias Ribeiro    | piloto de automobilismo                     | Brasil                       |             |        |
| 9 de novembro  | Luis Felipe Scolari  | técnico de futebol                          | Brasil                       |             |        |
| 10 de novembro | Cafuringa            | futebolista                                 | Brasil                       | m. 1991     | [ 9 ]  |
| 10 de novembro | Luciano Sušanj       | atleta, meio-fundista                       | Croácia (atual) · Iugoslávia |             |        |
| 16 de novembro | Arie Haan            | jogador e treinador de futebol              | Países Baixos                |             |        |
| 23 de novembro | Gabriele Seyfert     | patinadora artística                        | Alemanha Oriental            |             |        |
| 30 de novembro | Gunnar Nilsson       | piloto de Fórmula 1                         | Suécia                       | m. 1978     | [ 10 ] |
| 6 de dezembro  | Keke Rosberg         | piloto de Fórmula 1                         | Finlândia                    |             |        |

## Mortes
| Data | Nome | Profissão | Nacionalidade | Observações | Ref |
| ---- | ---- | --------- | ------------- | ----------- | --- |
|      |      |           |               |             |     |